# Uzumaki
Uzumaki (яп. うずまき, укр. «Спіра́ль») — сейнен-манґа жахів Іто Джюнджі. Видавалася японською мовою в 1998—1999 роках у журналі Big Comic Spirits, а також окремо в 3-х томах. Міжнародне англомовне видання відбулося Viz Media в 2001—2002 роках. У 2000 році вийшов повнометражний ігровий фільм за мотивами манґи. У вересні 2024 року відбувся вихід чотирьохсерійного аніме-серіалу.
Сюжет описує містичні події у вигаданому місті Куродзу. Головні герої, старшокласники Кіріє та Сюїті, стають свідками прокляття, що тяжіє над містом і проявляється у спіральних формах всього навколо.

## Сюжет
Том 1. Старшокласниця Кіріє живе в місті Куродзу, куди повертається на канікули її колишній однокласник Сюїті, що тепер вчиться в іншому місті. Сюїті пригнічений атмосферою міста, йому скрізь навколо ввижаються спіралі, а його батько Тошіо став одержимий збиранням предметів, які мають спіральну форму. Кіріє згодом також помічає, що в природі й будівлях Куродзу незвичайно часто присутні спіралі. Вона бачить, як тіло Тошіо жахливим чином деформується, а за кілька днів той таємниче помирає. Сюїті розкриває дівчині, що знайшов свого батька закрученим у спіраль і всі його кістки були переламані. При кремації тіла над крематорієм з'являється спіральна хмара, що жахає матір Сюїті, Юкі. Жінка божеволіє, скрізь бачачи спіралі, та намагається їх знищити. Врешті Юкі вчиняє самокаліцтва і помирає. Коли її тіло спалюють, над крематорієм знову виникає спіраль із диму.
Однокласниця Кіріє, Азамі, намагається позалицятись до Сюїті, але той ставиться до неї вороже. Кіріє вважає, що це наслідок стресу від смерті батьків. Виявляється, на лобі Азамі є шрам у вигляді спіралі. Азамі переслідує Сюїті, а коли Кіріє починає ревнувати, їй ввижається, що шрам перетворюється на спіральну рану. Азамі простить однокласника Окаду влаштувати їй зустріч з Сюїті. В її голові справді виявляється рана, що затягує Окаду, а слідом поглинає все тіло Азамі. Сюїті рятується, видершись на дерево.
Батько Кіріє, який працює гончарем, помічає, що його вироби самовільно деформуються в печі, покриваючись спіралями. Дівчина запрошує Сюїті в гості, де його жахають ці вироби. Він дізнається, що глина для них добувається із дна озера неподалік від крематорію. Сюїті чується голос батьків із гончарної печі, він розбиває піч, внаслідок чого майстерня згорає.
Кіріє дізнається, що родина її колишнього однокласника Казунорі ворогує з родиною дівчини Норіко, в яку той закоханий. Казунорі стверджує, що душі жителів міста «закручені», що спонукає їх до злих вчинків. Згодом Казунорі й Норіко тікають з домівок і переховуються, поки батьки шукають їх. Кіріє знову зустрічається з Сюїті, аби допомогти парі втекти з міста. Батьки наздоганяють втікачів, тоді Казунорі та Норіко непоясненним чином скручуються в єдину змієподібну істоту, котра зникає в озері.
Згодом Кіріє зауважує, як її волосся закручується в спіралі та самовільно рухається. Воно гіпнотизує всіх навколо і те саме відбувається з однокласницею Секіно. Їхні волосся починають боротьбу, в яку втручається Сюїті, обрізавши волосся Кіріє ножицями. Волосся Секіно ж продовжує рости, висмоктує з дівчини життя і зрештою перетворює її на мумію.
Том 2. Хлопець Міцуру намагається привернути увагу Кіріє, але обирає для цього невдалі жарти. Коли він усвідомлює свою поведінку, його несподівано збиває авто. Останній подарунок Кіріє від Міцуру — іграшковий клоун, містичним чином починає розмовляти, звинувачуючи її в смерті хлопця. Сюїті наважується розкопати його могилу та пробити осиковим кілком. З Кіріє він вирушає на кладовище, де розриває могилу. Труп Міцуру вистрибує з труни та женеться з ними, але врешті розвалюється на частини. В його останках виявляється спіральна пружина від підвіски автомобіля.
Однокласник Катаяма стає незвичайно повільним. Через нього волейбольна команда програє і знущається, викинувши з роздягальні майже голим. На спині Катаями виявляється знак у вигляді спіралі. В наступні дні спіраль перетворюється на закручену мушлю, а сам Катаяма — на величезного бридкого равлика. Його батьки не вірять у те, що сталося, і равлика лишають в зоокутку школи як дивовижу. Пошуки Катаями тривають, хлопець Цумура, що знущався з нього, також обертається на равлика. Їх замикають у клітці, та скоро равлики тікають. Згодом на равлика перетворюється і вчитель Йокота.
Наступного літа покинутий маяк в Куродзу починає світитись ночами. Під впливом його світла жителі стають час від часу крутитись на місці. Прокляття не оминає і матері Кіріє. Молодший брат Кіріє, Міцуо, з друзями пробирається всередину маяка. Шукаючи його, Кіріє бачить, що стіни споруди покриті спіралями. Вона знаходить спалені світлом трупи попередніх відвідувачів, але її брат з друзями живі. На верхівці маяка вони виявляють спіральну лінзу. В цей час сонце сідає і маяк засвічується. Всі тікають, крім одного хлопчика, котрого спалює світло.
Кіріє після втечі з маяка опиняється в лікарні. Вона зауважує, що комарі там літають по спіралі. Невдовзі вона виявляє на подвір'ї труп жінки, кров якої висмоктали комахи. Ще кількох пацієнтів знаходять мертвими і Сюїті радить дівчині тікати. Кіріє не слухає його, а вночі бачить, як укушені пацієнтки з пологового відділення, озброївшись хірургічними свердлами, вбивають інших пацієнтів та п'ють їхню кров. Вони помічають Кіріє і женуться за нею, але дівчина розбризкує принесений Сюїті репелент, який відлякує їх.
Кузина Кіріє, Кейко, яка була серед укушених, згодом народжує. Дівчина розповідає матері, що Кейко кровопивця, але через це її вважають божевільною. В усіх кровопивць народжуються на перший погляд звичайні діти. Кіріє однак стає свідком того, як вони говорять між собою про те, як повернутись назад в утробу, а з їхніх животів виростають спіральні гриби, котрими годують пацієнтів. Збожеволілий під дією грибів лікар зашиває дітей назад у животи, а жінки знову починають полювати на пацієнтів заради крові. Після цих подій Кіріє тікає з лікарні.
Слідом на Куродзу насувається ураган, Сюїті передчуває, що це принесе нові жахи. Ураган зависає над містом, причому центр, де погода спокійна, опиняється над будинком Кіріє. Дівчина ховається з Сюїті під мостом, а ураган, шукаючи її, руйнує місто. Обоє тікають до каналізації, воду якої наповнюють круговерті. Ураган витягує їх нагору та скидає в озеро, втім, обоє виживають.
Том 3. Родина Кіріє змушена оселитися в старому будинку з недоброю славою. Вночі там чуються дивні звуки, а стара жінка, що живе там же, виявляється покрита спіральними бородавками. Скоро та ж хвороба вражає інших жителів будинку, а до міста прямує ще сильніший ураган. Хлопець Вашікаба підглядає за Кіріє крізь дірку в стіні та обертається на потвору, покриту схожими на спіральні свердла виростами. Кіріє з родиною тікають з будинку і хвороба покидає їх.
На Куродзу обрушуються нові урагани, вщент руйнуючи місто і з ним зникає зв'язок. Репортерка Маруяма прибуває в Куродзу, але на її авто нападає вихор. Її знаходить Кіріє, яка розповідає, що будь-який сильний шум може спричинити вихор. Також з міста тепер неможливо втекти — всі дороги непоясненним чином нескінченно закручуються. Деякі жителі опановують вихори та одержимі невідомою силою руйнують усе, що бачать. Інші спотворюються під дією прокляття, перетворюються на равликів чи сплітаються між собою. Вцілілі вбивають велетенських равликів і їдять їхнє м'ясо. Міцуо перетворюється на молюска, а батьків Кіріє вбиває вихор.
Кіріє, Сюїті та група інших вцілілих наважуються втекти з міста через пагорби. З вершини вони бачать, що вистояли лише старі будинки. Проте втеча не вдається, дорога приводить назад у місто. Повернувшись, група розуміє, що в Куродзу минуло вже багато часу. Роблячи прибудови до старих будинків, містяни створили лабіринт у формі спіралі. Жителі ж перетворились на сплутаних між собою потвор, що не покидають стін. Кіріє та Сюїті зустрічають прибиральника, який каже, що минуло кілька років. Сюїті припускає, що місто багато разів переживало прокляття спіралі та вбивало всіх, хто знав про нього.
Несподівано жителі міста зникають, спорожнілий лабіринт приводить до місця, де раніше було озеро. Там є колодязь зі сходами, із дна струмує світло і Кіріє з Сюїті спускаються до нього. Дорогою на Сюїті нападає спотворений містянин і скидає його зі сходів. Кіріє продовжує спуск і потрапляє в печеру, залиту світлом і наповнену спіральними каменями. Як виявляється, це ціле місто, утворене скам'янілими тілами жителів Куродзу. Серед них дівчина знаходить тіла своїх батьків і пораненого Сюїті. Той приходить до висновку, що творці міста зникли тисячі років тому, але воно й далі будується за їхнім планом. Пара обіймається і зливається з містом. Прокляття припиняється, наостанок Кіріє каже, що місто Куродзу знову відбудують і почнеться новий виток спіралі.
У додатковій главі Сюїті виявляє, що на небі з'явилась невідома спіральна галактика. Шкільний вчитель, одержимий прагненням присвоїти відкриття собі, намагається вбити Сюїті та Кіріє. Згодом нові галактики починають бачити й інші містяни. Коли вчитель мало не заколює Кіріє ножем, з неба спускається світло галактики й поглинає його. Як згодом виявляється, ті галактики бачили тільки в Куродзу, але їх форма натякає, що спіраль — це вселенська сила.

## Медіа

### Манґа
Написана та ілюстрована Джюнджі Іто манґа Uzumaki виходила у сейнен-журналі Shogakukan Big Comic Spirits з 19 січня 1998 по 30 серпня 1999 released on August 30 of that same year. Shogakukan пізніше видали манґу у 3 танкобон-томах, що виходили у період з 29 серпня по 30 вересня 1999. На честь виходу ігрового фільму вийшла омнібус-версія, що містила додаткову «загублену» главу. 30 серпня 2010 року вийшло ще одне омнібус-видання, що містило додаткові коментарі від Сато Масару.

#### Список томів
| - 01. "The Spiral Obsession Part 1" (яп. うずまきマニア：その1, Uzumaki mania: So no ichi) - 02. "The Spiral Obsession Part 2" (яп. うずまきマニア：その2, Uzumaki mania: So no ni) - 03. "The Scar" (яп. 傷跡, Kizuato) | - 04. "The Firing Effect" (яп. 窯変, Yōhen, Strange Kiln) - 05. "Twisted Souls" (яп. ねじれた人びと, Nejireta hitobito, Twisted People) - 06. "Medusa" (яп. 巻髪, Maki kami, Winding Hair) - Afterword |

| - 07. "Jack-in-the-Box" (яп. びっくり箱, Bikkuri-bako) - 08. "The Snail" (яп. ヒトマイマイ, Hitomaimai, Snail Person) - 09. "The Black Lighthouse" (яп. 黒い灯台, Kuroi tōdai) | - 10. "Mosquitoes" (яп. 蚊柱, Kabashira) - 11. "The Umbilical Cord" (яп. 臍帯, Saitai) - 12. "The Storm" (яп. 台風1号, Taifū ichi-gō, Typhoon No.1) - Afterword |

| - 13. "The House" (яп. 鬼のいる長屋, Oni no iru nagaya, Demon in the Row House) - 14. "Butterflies" (яп. 蝶, Chō) - 15. "Chaos" (яп. 混沌, Konton) - 16. "Erosion" (яп. 続・混沌, Zoku konton, Continued Chaos) | - 17. "Escape" (яп. 脱出, Dasshutsu) - 18. "The Labyrinth" (яп. 迷路, Meiro) - 19. "Completion" (яп. 遺跡, Iseki, Ruins) - Lost chapter: "Galaxies" (яп. 銀河, Ginga) - Afterword |

Нотатки
1. ↑  Глава не була включена до оригінального японського видання, але увійшла до наступних перевидань. У Північній Америці ця глава увійшла до 3 тому.

### Телебачення
- «Спіраль» (うずまき, 2000) — фільм за мотивами, заснований на кількох главах манґи[18].
- «Спіраль» (うずまき, 2024) — аніме, що складається з 4-х епізодів. Транслювалося на телеканалі Adult Swim[19][20].

### Відеоігри
- Uzumaki: Denshi Kaiki Hen (2000) — візуальний роман для WonderSwan, що переповідає події манґи[21].
- Uzumaki: Noroi Simulation (2000) — квест для WonderSwan, де гравцеві належить розповсюджувати прокляття по місту[22].

## Сприйняття

### Манґа
Манґа удостоїлась у 2003 році премії Айснера як «Найкраще в США видання зарубіжного матеріалу». YALSA (Young Adult Library Services Association) внесла в 2009 році «Спіраль» до переліку «Топ 10 найкращих графічних романів для підлітків» і «Видатних графічних романів для підлітків». IGN помістили «Спіраль» на 2-ге місце в «Топ 10 горрорних/триллерних манґ». Сайт About.com визнав «Спіраль» класикою жанру та рекомендованою до прочитання. Видавництво Quintessence Editions внесло манґу до переліку «1001 комікс, який ви мусите прочитати до того як помрете».

### Аніме
Аніме 2024 року отримало негативні відгуки у шанувальників оригінальної манґи, зокрема, невдоволення викликало різке погіршення якості починаючи з 2 серії.Але попередні огляди, опубліковані 23 вересня 2024 року на сайтах Bloody Disgusting, IGN і Paste, були позитивними з високими оцінками. Користувачі назвали це очевидною приманкою і підміною, тим паче що обидві попередні адаптації, Junji Ito Collection і Junji Ito Maniac: Japanese Tales of the Macabre, були дуже погано сприйняті фанатами. Anime News Network звернув увагу, що в титрах другої серії Хіросі Нагахама не згадується як режисер, за винятком розкадровок і 3D-дизайну персонажів. Його замінив Юджі Моріяма. Якщо за розкадровки першої серії відповідала студія Drive, то фактично працювала Fugaku Inc. Очевидно, що друга серія була віддана на аутсорсинг, головним чином китайській компанії Phoenix Animation Holdings, яка пов'язана зі студією Akatsuki. Comic Book Resources вважає, що коротка екранізація виявилася ще більшим провалом, ніж «Берсерк» 2016 року, як щось середнє між CGI аніме-серіалом і анімованим коміксом, зовсім не відображаючи п'ять років «роботи». Естетично Uzumaki нагадує грубу інтерпретацію анімації Attack on Titan, яку хвалили за візуальні ефекти. На відміну від експериментального «Берсерка», де від анонсу до релізу минуло лише 6 місяців, Uzumaki з набагато значнішим терміном виробництва був показаний недоробленим, що вказує на дилетантство. Warner Bros. Discovery виділила гроші на створення через Cartoon Network і Adult Swim, хоча це не помітно в другій серії. Найбільший мінус полягає в тому, що «Берсерк» 2016 року розповів усю історію, яку мав би, тоді як Uzumaki змушений прискорювати темп через стислість у чотири серії. У результаті одне з найочікуваніших аніме 2024 року стало одним із головних розчарувань сезону. Продюсер Джейсон Демарко прокоментував: «Усе гаразд, ми знали, що так буде», відмовившись від подробиць, але згадавши, що «нас розвели» і були варіанти: нічого не закінчувати й не випускати в ефір; зробити й показати тільки першу серію, залишивши реліз незавершеним; оприлюднити чотири серії з усіма недоліками. «З поваги до важкої роботи ми обрали третій варіант. Після такого довгого очікування цілком логічно, що люди будуть злитися», — продовжив Демарко. «На жаль, я не можу сказати їм, кого звинувачувати... але дехто виразно тут винен, і всі ми просто були змушені зробити все можливе, коли обстановка ускладнилася». Генрі Турлоу, один з аніматорів One Piece, звинуватив у провалі «західних продюсерів», вважаючи їх «коренем проблеми». Оскільки філія Production I.G у США співпрацювала з двома студіями — Akatsuki і Fugaku, у роботі яких намічався великий розрив, то якість анімації в різних серіях могла бути неоднорідною. У підсумковому огляді IGN поставив низьку оцінку — 3 з 10 балів («жахливо»), критикуючи швидкий темп, «образливо погані» візуальні ефекти (грубий малюнок, композитинг, статичні зображення) і назвавши серіал ще однією невдалою спробою анімувати твір Джюнджі Іто. На Rotten Tomatoes серіал проте отримав 80 % на основі 10 рецензій із середнім балом 7,7 із 10.